# Bourlon
Bourlon település Franciaországban, Pas-de-Calais megyében. Lakosainak száma 1148 fő (2022. január 1.). Bourlon Haynecourt, Marquion, Sains-lès-Marquion, Anneux, Fontaine-Notre-Dame, Mœuvres, Raillencourt-Sainte-Olle és Graincourt-lès-Havrincourt községekkel határos.

## Népesség
A település népességének változása:
| Lakosok száma | 1220 | 1194 | 1156 | 1150 | 1141 | 1133 | 1140 | 1148 |
|               | 2013 | 2015 | 2017 | 2018 | 2019 | 2020 | 2021 | 2022 |